# Seweryna Szmaglewska

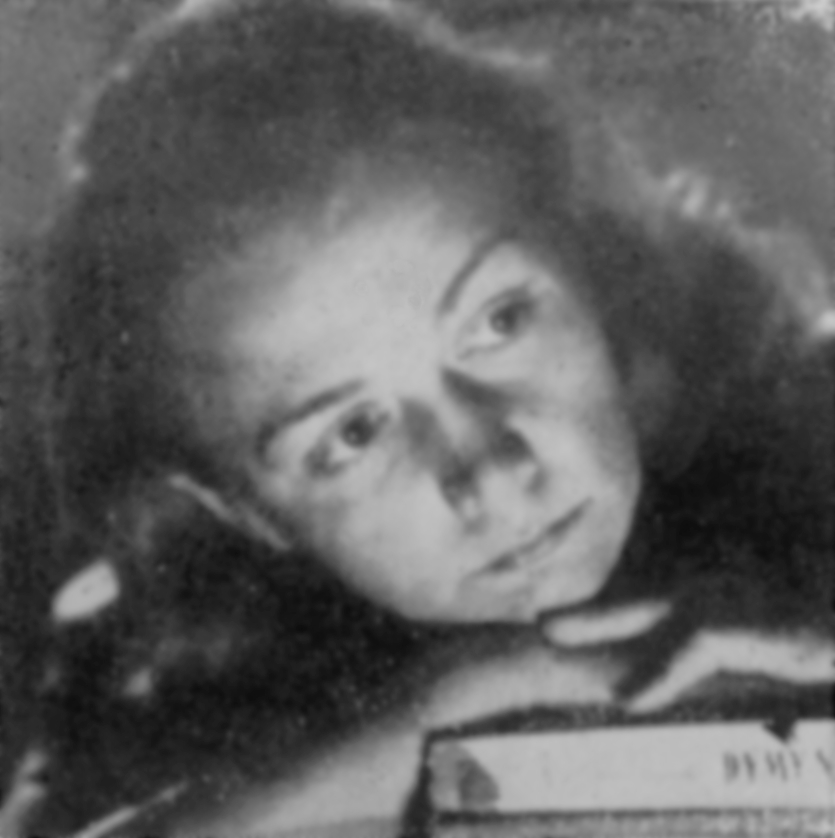
Seweryna Szmaglewska auf der Titelseite ihres 1967 veröffentlichten Romans „Szum wiatru“

Seweryna Szmaglewska (11. Februar 1916 in Przygłów, Kongreßpolen – 7. Juli 1992 in Warschau, Republik Polen) war eine polnische Schriftstellerin, die Bücher für Kinder und Erwachsene schrieb. Ihre Romane Czarne Stopy (Schwarze Füße) und Dymy nad Birkenau (Die Frauen von Birkenau) sind Pflichtlektüre in polnischen Schulen.

## Leben
Szmaglewska wurde 1916 in Przygłów nahe Piotrków Trybunalski im damals von den Mittelmächten besetzten Teil des Königreichs Polen geboren. Sie schloss ein Studium an der Freien Polnischen Universität ab und studierte anschließend polnische Sprache und Literatur an der Jagiellonen-Universität in Krakau und der Universität Łódź.

### Zeit im KZ Birkenau
Seweryna Szmaglewska wurde am 7. Oktober 1942 nach Birkenau gebracht. Dort arbeitete sie zuerst nahe den Eisenbahngleisen, die zu einem der Krematorien führten. Später war sie auch in dem Lagerraum tätig, wo Geschirr der neu in Birkenau Angekommenen gewaschen wurde. Am 18. Januar 1945 entkam sie einer Kolonne von Häftlingen während des Todesmarsches in der Nähe von Wodzisław Śląski.

### Die Nürnberger Prozesse
Seweryna Szmaglewska war eine Hauptzeugin während der Nürnberger Prozesse und eine der wenigen ehemaligen während des Holocausts Inhaftierten, die in den Zeugenstand gerufen wurden. Sie berichtete hauptsächlich über die Behandlung von Kindern im KZ Birkenau. Sie erzählte, wie jüdische Kinder sofort nach der Geburt getötet wurden, Kinder Schwerstarbeit verrichten mussten und früh von ihren Müttern getrennt wurden. Außerdem sprach sie die Tötungsweise der Kinder genauer an. Während sie berichtete, wie manche Kinder nach wenigen Wochen aus dem Konzentrationslager weggeführt wurden, sagte sie: „Im Namen aller Frauen, die im Konzentrationslager zu Müttern geworden sind, möchte ich heute die Deutschen fragen: Wo sind diese Kinder?“ Der Verteidiger stellte Seweryna Szmaglewska keine weiteren Fragen nach ihrem Bericht.

### Nach dem Zweiten Weltkrieg
Nach dem Krieg wurde sie eine erfolgreiche Schriftstellerin. Zunächst schrieb sie vor allem über ihre Erfahrungen während des Krieges und im Konzentrationslager („Dymy nad Birkenau“, „Łączy nas gniew“, „Niewinni w Norymberdze“), später begann sie Kinderbücher zu schreiben. Ihr bekanntestes Werk „Czarne Stopy“ (veröffentlicht 1960) wurde 1986 von Waldemar Podgórski erfolgreich verfilmt.

## Werke (Auswahl)
- Dymy nad Birkenau. 1945
  - Die Frauen von Birkenau. Aus dem Polnischen von Marta Kijowska. Schöffling, Frankfurt am Main 2020, ISBN 978-3-89561-536-8.
- Niewinni w Norymberdze.
  - Die Unschuldigen in Nürnberg. Aus dem Polnischen von Marta Kijowska. Schöffling, Frankfurt am Main 2022, ISBN 978-3-89561-537-5.